# Hans Walla
Johann Josef „Hans“ Walla (* 1. Mai 1909 in Wien; † 21. Dezember 1978 ebenda) war ein österreichischer Gewichtheber. Er gewann bei der Weltmeisterschaft 1937 eine Bronzemedaille im Mittelgewicht.

## Leben
Hans Walla begann mit 17 Jahren in Wien mit dem Gewichtheben. Er gehörte dem 1. Währinger Athletenclub Wien an. Bereits 1931 und 1932 beteiligte er sich bei der österreichischen Meisterschaft, konnte sich dabei aber noch nicht im Vorderfeld platzieren. Hans Walla war ein sehr kräftiger, untersetzter Sportler, der immer ca. knapp 80 kg wog. Er pendelte deshalb während seiner ganzen Karriere immer zwischen dem Mittelgewicht (bis 75 kg Körpergewicht) und dem Halbschwergewicht (bis 82,5 kg Körpergewicht) hin und her.
1933 wurde er erstmals österreichischer Meister im Halbschwergewicht mit einer Dreikampfleistung von 335 kg. Auch 1934 wurde er österreichischer Meister, dieses Mal aber im Mittelgewicht mit 337,5 kg. Bei den Europameisterschaften 1933 und 1934 wurde er aber nicht eingesetzt. 1935 fiel er längere Zeit wegen einer Verletzung aus und konnte deshalb in diesem Jahr bei keinen wichtigen Meisterschaften starten.
Im Jahre 1936 qualifizierte er sich für die Teilnahme an den Olympischen Spielen in Berlin. Er startete dort im Mittelgewicht und erreichte dort mit 335 kg im olympischen Dreikampf den 6. Platz.
1937 startete er in München in einem Länderkampf gegen Deutschland im Mittelgewicht gegen Adolf Wagner (Gewichtheber) aus Essen und konnte diesen mit 340 kg zu 335 kg besiegen. Bei der Ausscheidung für die Weltmeisterschaft in Paris siegte er in Wien im Mittelgewicht mit der persönlichen Bestleistung von 350 kg (105-105-140). Bei der Weltmeisterschaft selbst war er in nicht ganz so guter Form und erzielte 340 kg (102,5-105-132,5). Er kam mit dieser Leistung aber hinter John Terpak aus den USA und Adolf Wagner auf den 3. Platz.
1938 war Hans Walla wieder längere Zeit verletzt und verpasste so auch einen Start bei der Weltmeisterschaft in Wien.
Im Jahre 1939 erzielte Hans Walla bei der deutschen Meisterschaft im Halbschwergewicht 367,5 kg (112,5-112,5-142,5) und belegte damit den 2. Platz hinter Weltmeister Fritz Haller (Wien), der 375 kg erzielte. Beim großen internationalen Turnier in München gewann er im Halbschwergewicht mit 362,5 kg (112,5-105-145). Er war auch schon fest für die Teilnahme an der Weltmeisterschaft 1939 in Tallinn nominiert, die aber wegen des Kriegsausbruches nicht mehr stattfinden konnte.
1940 und 1941 wurde Hans Walla deutscher Meister. 1940 im Mittelgewicht mit 350 kg. Dabei bezwang er auch Olympiasieger Rudolf Ismayr, Freising, der 347,5 kg erzielte. 1941 siegte er im Halbschwergewicht mit 355 kg im olympischen Dreikampf. 1941 besiegte er anlässlich eines Städtevergleichs München gegen Wien im Mittelgewicht noch einmal Rudolf Ismayr mit 347,5 (105-107,5-135) : 342,5 kg.

## Internationale Erfolge
(OS = Olympische Spiele, WM = Weltmeisterschaft, OD = olympischer Dreikampf, FK = Fünfkampf, Mi = Mittelgewicht, Hs = Halbschwergewicht, damals bis 75 kg bzw.82,5 kg Körpergewicht)
- 1936, 6. Platz, OS in Berlin, OD, Mi, mit 335 kg (102,5-102,5-130), hinter Khadr Sayed El Touni, Ägypten, 387,5 kg, Rudolf Ismayr, Deutschland, 352,5 kg u. Adolf Wagner (Gewichtheber), bde. Deutschland, 350 kg, Anton Hangel, Österreich, 342,5 kg u. Stanley Kratkowsky, USA, 337,5 kg;
- 1937, 3. Platz, WM in Paris, OD, Mi, mit 340 kg (102,5-105-132,5), hinter John Terpak, USA, 350 kg u. Adolf Wagner, 340 kg;
- 1939, 1. Platz, Turnier in München, OD, Hs, mit 362,5 kg (112,5-105-145)

## Österreichische Meisterschaften
(soweit bekannt)
- 1933, 1. Platz, Hs, OD, mit 335 kg,
- 1934, 1. Platz, Mi, OD, mit 337,5 kg

## Deutsche Meisterschaften
- 1939, 2. Platz, Hs, OD, mit 367,5 kg, hinter Fritz Haller, Wien, 375 kg u. vor Theodor Heitzmann, Wien, 345 kg,
- 1940, 1. Platz, Mi, OD, mit 350 kg, vor Rudolf Ismayr, Freising, 347,5 kg u. Hans Claussen, Lübeck, 345 kg,
- 1941, 1. Platz, Hs, OD, mit 355 kg, vor Hans von Szabados, Wien, 342,5 kg u. Raimund Ortlieb, Augsburg, 320 kg,
- 1942, 3. Platz, Mi, OD, mit 330 kg, hinter Hans Claussen, 350 kg u. Rudolf Ismayr, 340 kg